# Spoon.
『spoon.』（スプーン、スプーンドット）は、プレビジョンより刊行されている日本の雑誌である。発売元はKADOKAWA。「.com世代のための情報セレクトマガジン」として2000年10月26日創刊。編集長はロッキング・オンの雑誌『H』の編集長をつとめた斎藤まこと。隔月刊。

## 解説
文化全般を取り上げる写真中心の雑誌で、映画、音楽、ソフトウェア、ファッションブランド、絵本、美術館などさまざまなカルチャーの紹介とコラボレーションを行っている。
別冊として『tea spoon.』が発行されている。しかし2011年現在は、カルチャーや映画のインタビューなどの特集が組まれたり、ある一つのテーマを特集にして本誌の『spoon.』とは少し異なる誌面展開の『別冊spoon.』が発行されている。
また、アニメやゲームなどのサブカルチャーに特化した『spoon.2Di』を2012年5月31日より毎月刊行している。当初は『別冊spoon.』での一テーマ（特集）としての刊行だったが、2015年4月30日発売分から独立（リニューアル）した。